# Лука Јованов
Лука Јованов (Нови Сад, 26. мај 1995) српски је позоришни редитељ.

## Биографија
Завршио је Гимназију Јован Јовановић Змај у Новом Саду и позоришну и радио режију на Факултету драмских уметности у класи професорке Иване Вујић. У оквиру факултета реализовао студентске вежбе Коњ и плаха кошута по краткој причи А.П. Чехова, На дну Максима Горког, Сабља димискија Александра Поповића. Дипломирао је представом Јасан крај по тексту Давида Албахарија у Позоришту младих у Новом Саду.
Он је радио као асистент Дину Мустафићу на пројекту Ново доба по тексту Вука Бошковића у Битеф театру. Две године је радио на фестивалу Битеф у оквиру Битеф тима.
Учесник је неколико домаћих и интернационалних пројеката у области културе и уметности.

## Театрографија
- Љубавна лектира, ДАДОВ[1][2]
- Don't let me down[3]
- Начин кретања[4]
- Јасан крај[5]